# Гайндл
Гайндл (словен. Hajndl) — поселення в общині Ормож, Подравський регіон‎, Словенія.